# برادليفس
برادليفس هي كومونا في مقاطعة كونيو في منطقة بيدمونت الإيطالية ، وتقع على بعد حوالي 80 كيلومترًا (50 ميلًا) جنوب غرب تورين وحوالي 20 كيلومترًا (12 ميلًا) غرب كونيو.  اعتبارًا من 31 ديسمبر 2004 ، بلغ عدد سكانها 306 نسمة ومساحتها 19.2 كيلومتر مربع (7.4 ميل مربع).
تقع برادليفس على حدود البلديات التالية: كستلمانيو ، ديمونتي ، درونيرو ، مونتيروسو جرانا .